# بارب پوست‌ماری
بارب پوست‌ماری با نام علمی Desmopuntius rhomboocellatus، گونه ای ماهی از خانواده کپورماهیان بومی بورنئو است که در غرب و مرکز کالیمانتان یافت می‌شود. طول این گونه به ۸٫۸ سانتیمتر (۳٫۵ اینچ) در واحد TL می‌رسد. نام "پوست‌ماری" به نشانه‌های چشم دروغین لوزی شکل در گوشه پهلوها اشاره دارد.

## همچنین ببینید
- لیست گونه های ماهی آکواریومی آب شیرین